# Air Orient

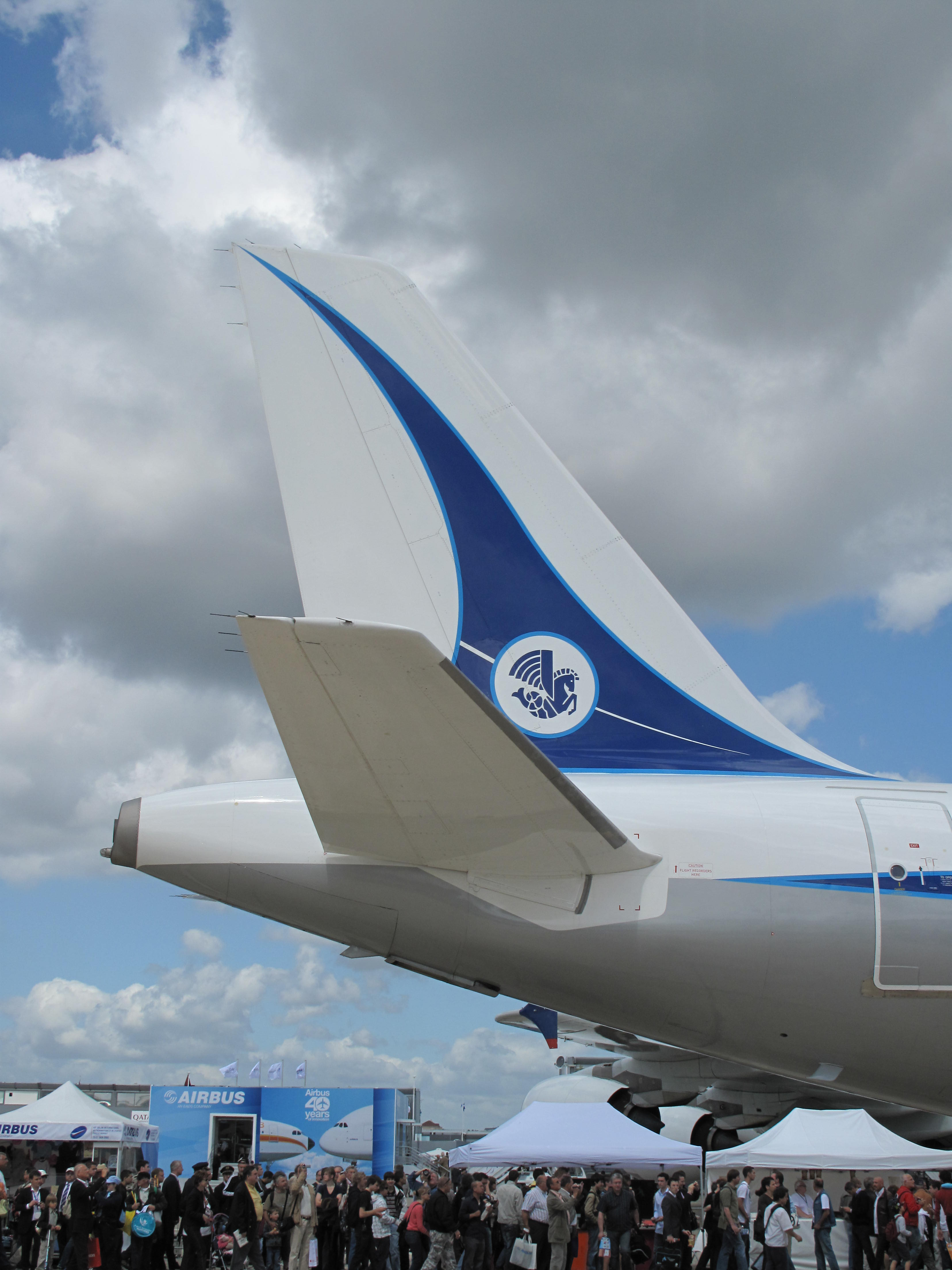
L'ippocampo, simbolo dell'Air Orient, è stato ripreso in toto da Air France

L'Air Orient è stata una compagnia aerea francese, attiva fino al 1933 quando è stata fusa con altre compagnie francesi per formare l'Air France.

## Storia
L'Air Orient era un'antica compagnia aerea francese, che fu tra le aziende che formarono l'Air France nel 1933. Come il suo nome indica, era specializzata nei voli per l'Oriente e l'estremo Oriente negli anni trenta, comprese le colonie francesi. Un servizio settimanale trasportava passeggeri e posta da Marsiglia a Saigon in dieci giorni e mezzo, e dopo diciassette scali.
L'ippocampo alato, detto "il gamberetto" era il simbolo dell'Air Orient negli anni 30, prima che essa partecipasse alla creazione dell'Air France nel 1933, e che esso diventasse il simbolo della nuova aerolinea nazionale.
La società Air Orient esiste ancora (filiale al 100% di Air France) ed è stata utilizzata durante l'operazione finanziaria di creazione del gruppo Air France-KLM nel 2004.
L'Air Orient è una delle quattro compagnie che diedero vita nel 1933 all'Air France:
- Air Orient, che serviva il Mediterraneo e l'Oriente
- Air Union e Société générale des transports aériens (SGTA), che servivano l'Europa occidentale
- Compagnie internationale de navigation aérienne (CIDNA), che serviva l'Europa centrale
- Aéropostale, che serviva l'America del sud (acquistata in un secondo momento)